# كريم خان زند
محمد كريم بهادر خان زند (بالفارسية: محمد کریم بهادرخان زند) (1119هـ -  13 صفر 1193هـ المُوافق فيه ق. 1705م - 1 آذار (مارس) 1709م) مؤسس الدولة الزندية الكردية في فارس، كان كريم خان أحد قادة نادر شاه الذي سقطت بلاد فارس في حرب أهلية بعد وفاته عام 1747 م، فاتخذ كريم خان من شيراز عاصمة لدولته خلال فترة حكمه من 1750 إلى 1779 م واستطاع أن يمد نفوذ حكمه إلى كثير من مناطق ما يعرف اليوم بإيران كما احتل البصرة صلحا بعد حصار طويل.
وكان كريم قد اتخذ من لقب وكيل الرعايا لقباً له بدلاً من لقب شاه

## العلاقة مع البوسعيديين
كان الإمام أحمد بن سعيد يدفع خراجا سنوياً لفارس في عهد نادر شاه، لكن تحلل من التزامه بسبب وفاة هذا الأخير، مما جعل كريم خان زند يطالب بعودة دفع الخراج سنوياً. رد الإمام أحمد على تلك الادعاءات سنة 1769 مبيناً أن التزامه بدفع الخراج لنادر شاه كان مصانعة أملتها ظروف قاهرة وليس إقراراً بتبعية عمان لفارس.

## العلاقة مع القواسم
احتل القواسم بندر لنجة بعد وفاة نادر شاه سنة 1747، كما احتلوا جزيرة قشم القريبة منها، غير أنهم طردوا منها سنة 1765 بعد تسلم كريم خان سلطة الحكم في فارس .